# Flambröstad tangara
Flambröstad tangara (Rhodospingus cruentus) är en fågel i familjen tangaror inom ordningen tättingar.

## Utseende
Flambröstad tangara är en liten, finkliknande fågel. Hanen är glansigt svart med eldrött på undersida och hjässa. Honan är mer brunaktig med beigetonat bröst. 

## Utbredning och systematik
Fågeln förekommer i torra buskmarker i västra Ecuador och nordvästligaste Peru. Den placeras som enda art i släktet Rhodospingus. 

### Familjetillhörighet
Liksom andra finkliknande tangaror placerades denna art tidigare i familjen Emberizidae. Genetiska studier visar dock att den är en del av tangarorna.

## Levnadssätt
Flambröstad tangara hittas i låglänta områden i undervegetation i skog, snåriga buskage och igenväxta gläntor. Den ses vanligen enstaka eller i par.

## Status och hot
Arten har ett stort utbredningsområde, men tros minska i antal, dock inte tillräckligt kraftigt för att den ska betraktas som hotad. Internationella naturvårdsunionen IUCN listar arten som livskraftig (LC).